# صموئيل هيريك
صموئيل هيريك (بالإنجليزية: Samuel Herrick)‏ هو عالم فلك أمريكي، ولد في 29 مايو 1911 في مقاطعة ماديسون في الولايات المتحدة، وتوفي في 1975.